# Radim Fukátko
Radim Fukátko (7. března 1929 Vysoké Veselí[zdroj⁠?!] – 21. června 2022[zdroj⁠?!]) byl český chemik a spolutvůrce trhaviny Semtex.

## Život
V roce 1952 absolvoval Vysokou školu chemicko-technologickou v Praze. V tomto roce začal pracovat ve VCHZ Synthesia n. p. na oddělení trhavin, kde byl pověřen vedoucím pracovníkem Stanislavem Breberou vyvinout novou verzi původní plastické vojenské trhaviny PLNP 10. Tato nová trhavina převážně z tuzemských zdrojů byla uvedena na trh v roce 1953 pod názvem SEMTEX 1A. Později se role obou kolegů obrátily a funkcí vedoucího pracovníka byl pověřen Radim Fukátko. Jako vedoucí výzkumník pracoval Radim Fukátko ve Výzkumném ústavu průmyslové chemie, který byl součástí VCHZ Synthesia n. p., do roku 1968, kdy byl z politických důvodů vyhozen z práce.[zdroj?]